# 湖口镇 (茶陵县)
湖口镇，是中华人民共和国湖南省株洲市茶陵县下辖的一个乡镇级行政单位。

## 行政区划
湖口镇下辖以下地区：
湖口社区、塘头村、湖口村、易口村、妙石村、竹芫村、新芫村、芫枧村、杉南村、意心村、青呈村、新呈村、厂江村、北斗村、姜南村、米渡村、石井村、井和村、小潭村、黄湖村、石湖村、同心村和南江村。